# Martin Lacko
Martin Lacko (ur. 4 maja 1976 w Pieszczanach) – słowacki historyk specjalizujący się w dziejach Słowacji pierwszej połowy XX wieku, ze szczególnym uwzględnieniem I Republiki Słowackiej i jej udziału w II wojnie światowej oraz słowackiego powstania narodowego.

## Życiorys
Studiował historię i filozofię na Uniwersytecie Komeńskiego w Bratysławie. W latach 2001–2009 pracował jako asystent w Katedrze Historii na Wydziale Filozoficznym Uniwersytetu Świętych Cyryla i Metodego w Trnawie. W 2007 uzyskał doktorat w Instytucie Historii Słowackiej Akademii Nauk. Od maja 2007 pracuje w Instytucie Pamięci Narodowej (Ústav pamäti národa) w Bratysławie. Należy do najbardziej znanych przedstawicieli pokolenia słowackich historyków, którzy karierę naukową zaczynali już po rozpadzie Czechosłowacji, w II Republice Słowackiej.
W swoich publikacjach stara się o wieloaspektową charakterystykę i wyważoną ocenę pierwszego w dziejach państwa słowackiego, istniejącego w latach 1939–1945: unika jego gloryfikacji, charakterystycznej dla powojennej słowackiej historiografii emigracyjnej, ale także jednostronnej krytyki i potępienia, które dominowały w powojennej historiografii czechosłowackiej. Jak pisze prof. Wojciech Roszkowski, „Martin Lacko wykazuje rzadką umiejętność obiektywnego ujęcia tak trudnego i kontrowersyjnego tematu, jakim są dzieje pierwszej Republiki Słowackiej […] Chociaż autor opisuje I RS z punktu widzenia słowackiego patriotyzmu, co jest zresztą całkowicie uprawnione, instynkt badacza sine ira et studio na ogół przeważa nad narodowymi uczuciami” (fragment recenzji zamieszczony na okładce książki Dwuramienny krzyż w cieniu swastyki. Republika Słowacka 1939–1945, Lublin 2012).
Publikuje przede wszystkim w języku słowackim, ale ma też w swoim dorobku kilka znaczących publikacji po polsku.

## Ważniejsze publikacje

### Monografie
- Dezercie a zajatia príslušníkov Zaisťovacej divízie v ZSSR v rokoch 1942–1943, Bratislava 2007 ISBN 978-80-969699-4-4
- 1. východomoslimský pluk SS na Slovensku (október 1944 – február 1945), Trnava 2006 [współautor: P. Tesárek] ISBN 80-89220-34-7
- Slovenská republika 1939–1945, Bratislava 2008 ISBN 978-80-8046-408-0
- Slovenské národné povstanie 1944, Bratislava 2008 ISBN 978-80-8085-575-8
- Dwuramienny krzyż w cieniu swastyki. Republika Słowacka 1939–1945, Lublin 2012 ISBN 83-86869-32-1
- Slovenskí generáli 1939–1945, Praha 2013 [współautorzy: P. Jašek, B. Kinčok] ISBN 978-80-7451-246-9

### Niektóre artykuły
- Armia słowacka we wschodniej Polsce w 1941 roku, „Pamięć i Sprawiedliwość” 2003, nr 1 (3), s. 217–234 ISSN 1427-7476
- K otázke chápania slovanstva v slovenskej spoločnosti 1939–1945, [w]: Slovanství ve středoevropském prostoru. Iluze, deziluze, realita, zost. D. Hrodek a kol., Praha 2004, s. 156–165 ISBN 80-7277-272-4
- Dojmy Slovákov zo situácie v obsadenej časti ZSSR 1941–1942. (O jednom neznámom prameni), „Slovanský přehled (Review for Central and Southeastern European History)”, 2005, č. 4, s. 511–517 ISSN 0037-6922
- Sovietske vojnové zločiny na západnej Ukrajine v lete 1941 a ich vplyv na bojovú morálku slovenského vojska, „Politické vedy“ 2005, č. 2, s. 63–90 ISSN 1335-2741
- Masakra katyńska a Słowacja, „Pamięć i Sprawiedliwość” 2005, nr 2 (8), s. 217–236 ISSN 1427-7476
- K otázke dezercií príslušníkov Zaisťovacej divízie v roku 1943, [w:] Zjednocovanie antifašistických síl na Slovensku v roku 1943. Vznik a činnosť ilegálnej SNR. Zborník z odborného seminára, zost. J. Stanislav, D. Tóth, Banská Bystrica 2005, s. 77–82 ISBN 80-88945-85-2
- Żołnierz słowacki na ziemiach polskich w latach 1939 i 1941, [w:] Stosunki polsko-słowackie w I połowie XX wieku. Materiały pokonferencyjne, red. Joanna Głowińska, Wrocław 2006, s. 81–89 ISBN 83-924281-4-5
- Utrpenie Slovákov a Rusínov v Maďarskej kráľovskej armáde, „Kultúra“ 2006, nr 16,  s. 3 i 11 ISSN 1336-2992
- K otázke prijatia ČSR na Slovensku v rokoch 1918–1919, [w:] České, slovenské a československé dějiny 20. století. Moderní přístupy k soudobým čs. dějinám, uspořádali V. Středová et. al., Hradec Králové 2006, s. 87–92 ISBN 80-86845-63-X
- Otázky okolo sovietskeho partizánskeho hnutia, [w:] Slovenská republika 1939–1945 očami mladých historikov V. (SR medzi Povstaním a zánikom 1944–1945), zost. M. Šmigeľ, P. Mičko, Banská Bystrica, 2006, s. 104–111 ISBN 80-8083-341-9.
- Odraz vzniku Slovenského štátu vo vojenských kronikách, [w:] Slovenská republika 1939–1945 očami mladých historikov VI. (Slovensko medzi 14. marcom a salzburskými rokovaniami), zost. M. Pekár, R. Pavlovič). Prešovská univerzita, Prešov 2007, s. 228–240 ISBN 978-80-8068-669-7
- Problematika partizánskych násilností 1944–1945 a postoj historika, [w:] Slovenská republika 1939–1945 očami mladých historikov VII. (Perzekúcie na Slovensku v rokoch 1938–1945), zost. P. Sokolovič, Bratislava, 2008, s. 296–304 ISBN 978-80-89335-08-4
- Podivní spojenci. Slovensko-maďarské konflikty v dokumentoch slovenskej armády, [w:] Slovenská republika 1939–1945 očami mladých historikov VIII., (Od Salzburgu do vypuknutia Povstania), zost. P. Sokolovič, Bratislava 2009, s. 198 –212 ISBN 978-80-89335-21-3
- K otázke vojnových obetí a štátno-politickej spoľahlivosti vojakov z inkorporovaných obcí na Orave a Spiši v rokoch 1941–1945, [w:] Nepokojná hranica. Zborník z medzinárodnej vedeckej konferencie „Slovensko-poľské vzťahy v rokoch 1937–1947“ dňa 3. 10. 2009 v Spišskej Belej, zost. M. Majeriková, Krakov 2010, s. 107–120 ISBN 978-83-7490-346-2
- Udział armii słowackiej w kampanii przeciw Polsce w 1939 roku (dotychczasowy stan wiedzy i interpretacji), [w:] Kampania Polska ´39. Militarne i polityczne aspekty z perspektywy siedemdziesięciolecia, red. Jerzy Kirszak, D. Koreś, Wrocław, 2011, s. 261–273 ISBN 978-83-61631-21-7
- Maďarský vpád na Slovensko v marci 1939 a jeho ohlas, [w:] Juh Slovenska po Viedenskej arbitráži 1938–1945. Zborník z vedeckej konferencie, Šurany 22.–23 marca 2011, zost. J  Mitáč, Bratislava 2011, s. 200–216 ISBN 978-80-8933-545-9

### Opracowania dokumentów
- Situačné hlásenia okresných náčelníkov január – august 1944, Trnava 2005 ISBN 80-89220-01-0
- Denníky a spomienky vojakov z východného frontu 1941–1944, UCM Trnava 2006 ISBN 80-89220-40-1
- Proti Poľsku. Odraz ťaženia roku 1939 v denníkoch a kronikách slovenskej armády, Bratislava 2007 ISBN 978-80-89335-00-8
- Dotyky s boľševizmom. Dokumenty spravodajstva slovenskej armády 1940–1941, Bratislava 2009 ISBN 978-80-89335-11-4
- Zrod Slovenského štátu v kronikách slovenskej armády, Bratislava 2010 ISBN 978-80-89335-19-0
- Žandár troch režimov (Gustáv Polčík a jeho služba v Prievidzi v rokoch 1942–1972), Bratislava 2011 [współautor: J. Sabo]  ISBN 978-80-89335-44-2